# جورج وینسنت (نقاش)
جورج وینسنت (۲۷ ژوئن 1796 – ح. ۱۸۳۲) نقاش چشم‌انداز انگلیسی بود. او به عنوان یکی از با استعدادترین اعضای مدرسه نورویچ از نقاشان گروهی از هنرمندان که همه در طول تمام یا بخشی از کار خود را به زندگی از حدود ۱۸۰۰ به سال ۱۸۸۰ در نورویچ مشغول به کار یا زندگی بودند. او کار خود را در تأسیس این سبک با جان کروم شروع کرد و علاوه بر مدرسه نورویچ، همچنین در مدرسه چشم‌انداز نقاشی هلندی نیز کار نمود.
پسر یک نساج بود و در مدرسه نورویچ دستور زبان تحصیل کرده بود و پس از آن نزد جان کروم شاگردی کرده بود. از ۱۸۱۱ تا ۱۸۳۱ او در نمایشگاه سالانه در نورویچ جامعه هنرمندان نمایش بیش از یک صد عکس در تمام عمدتاً از نورفولک مناظر و دریایی و نیز در رویال آکادمی‌های انگلیسی، مؤسسه و جاهای دیگر به نمایش گذاشت. . در سال ۱۸۱۸ او نقل مکان به لندن کرد و در ابتدا موفق در به دست آوردن حمایت از مشتریان ثروتمند اما پس از آن مجبور به شروع به مبارزه مالی شد. خرید خانه بزرگ در لندن همراه با تمایل به نوشیدن، باعث تشدید مشکلات مالی او و در سال ۱۸۲۴برای بدهی در ناوگان زندان زندانی شد. او قبل از آزادی در سال ۱۸۲۷ارتباط با نوریچ جامعه هنرمندان خود را از سر گرفت اگر چه با کاهش بازده کارش.

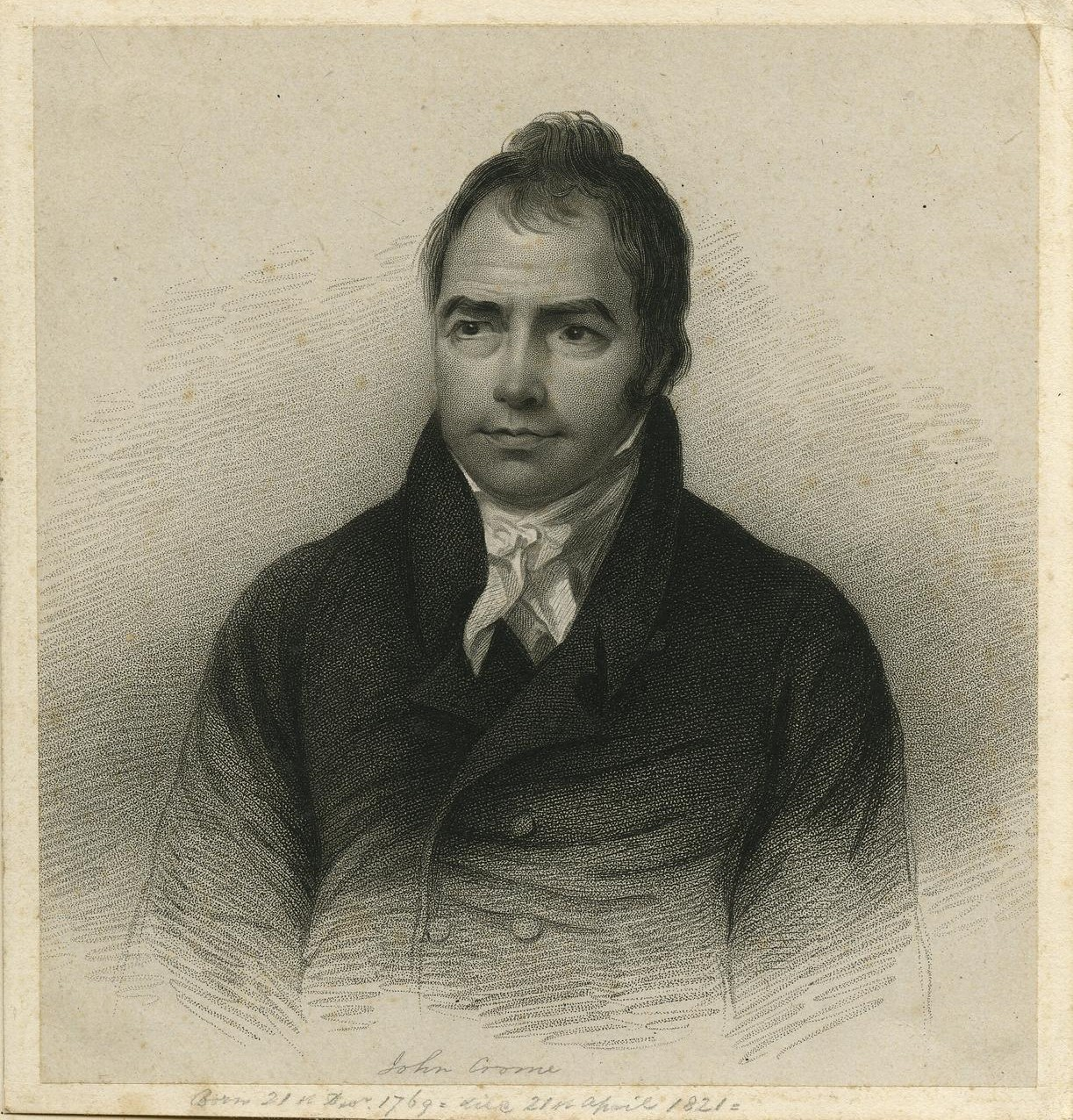
هنرمند جان Cromeبه آنها وینسنت بود apprenticed پس از خروج از مدرسه است. Crome شد بنیانگذار نوریچ مدرسه از نقاشان.

## نگارخانه
- شست|"روئن" (۱۸۱۶)، مجموعه موزه‌های نورفولک

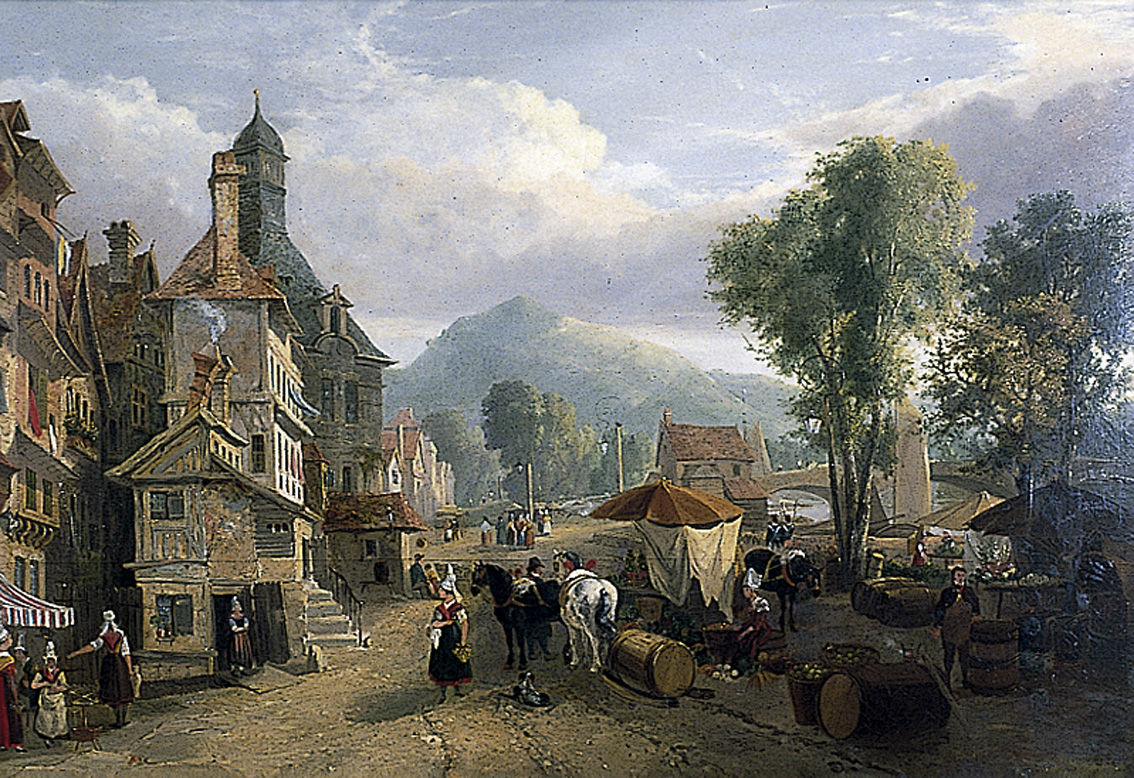
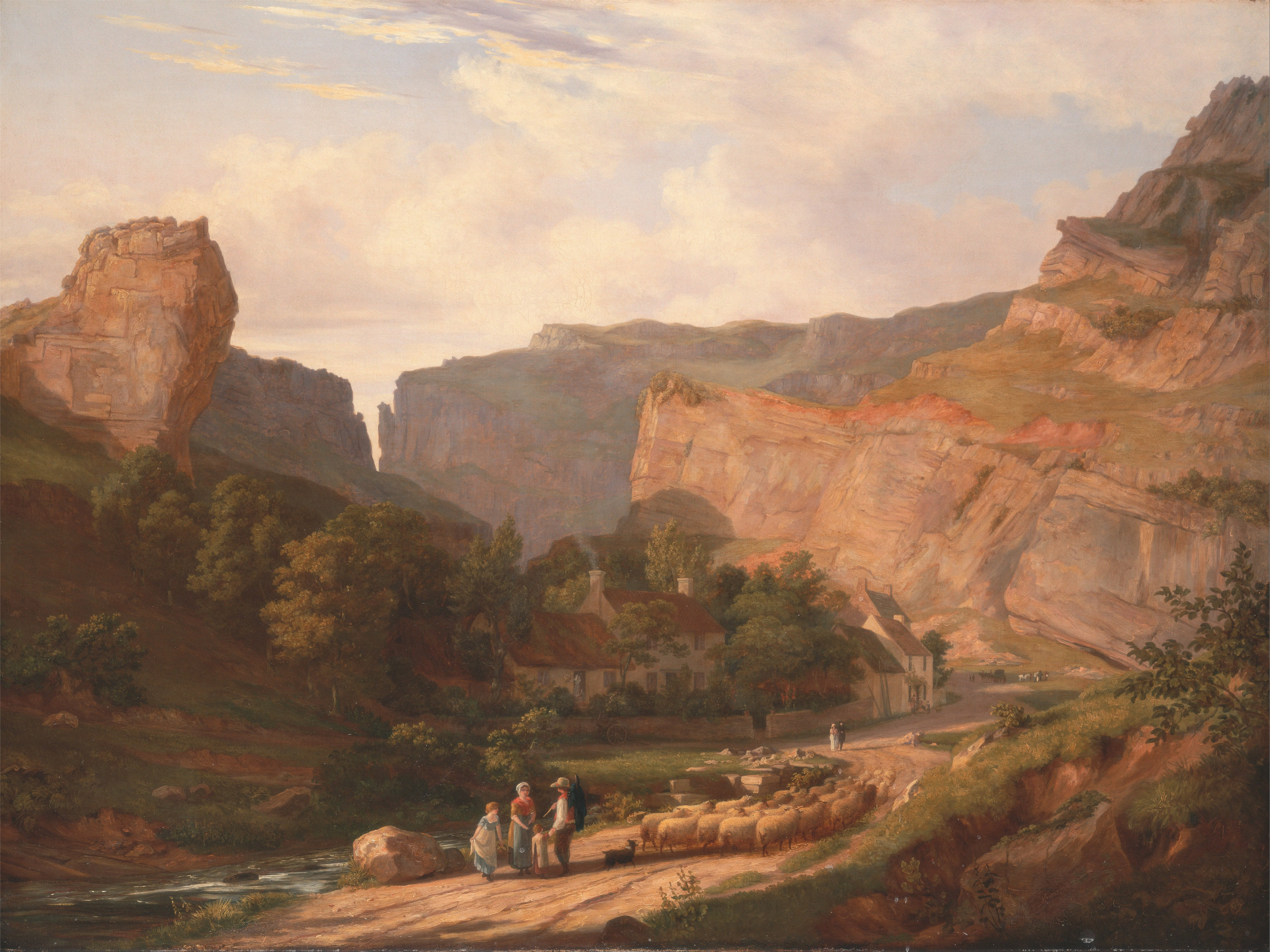
«منظره ای از دره چدار» (حدود ۱۸۲۰)، مرکز هنر بریتانیایی ییل
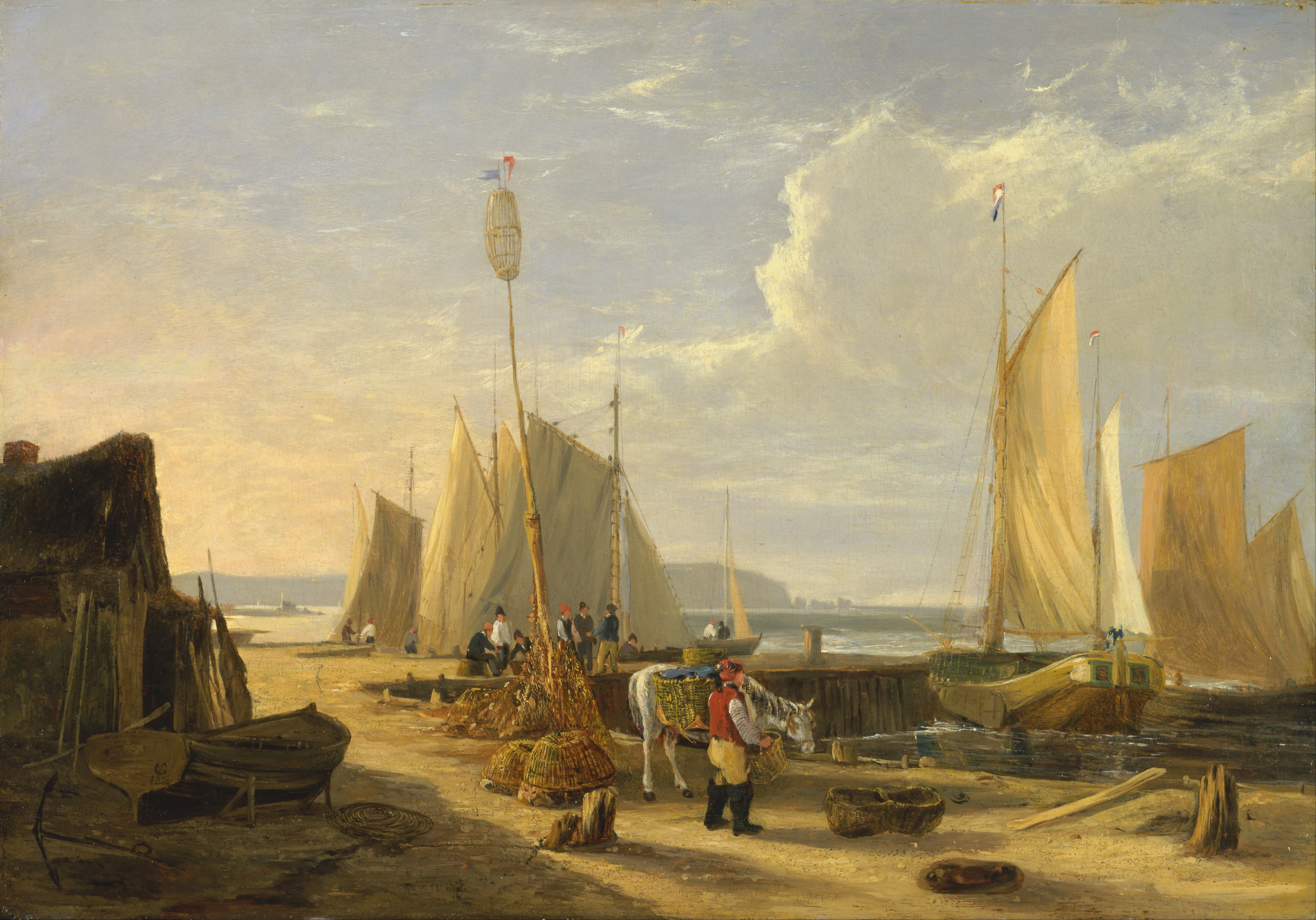
«صحنه ای بندری در جزیره وایت، نگاه به سوی سوزن‌ها» (۱۸۲۴)، مرکز هنر بریتانیا ییل
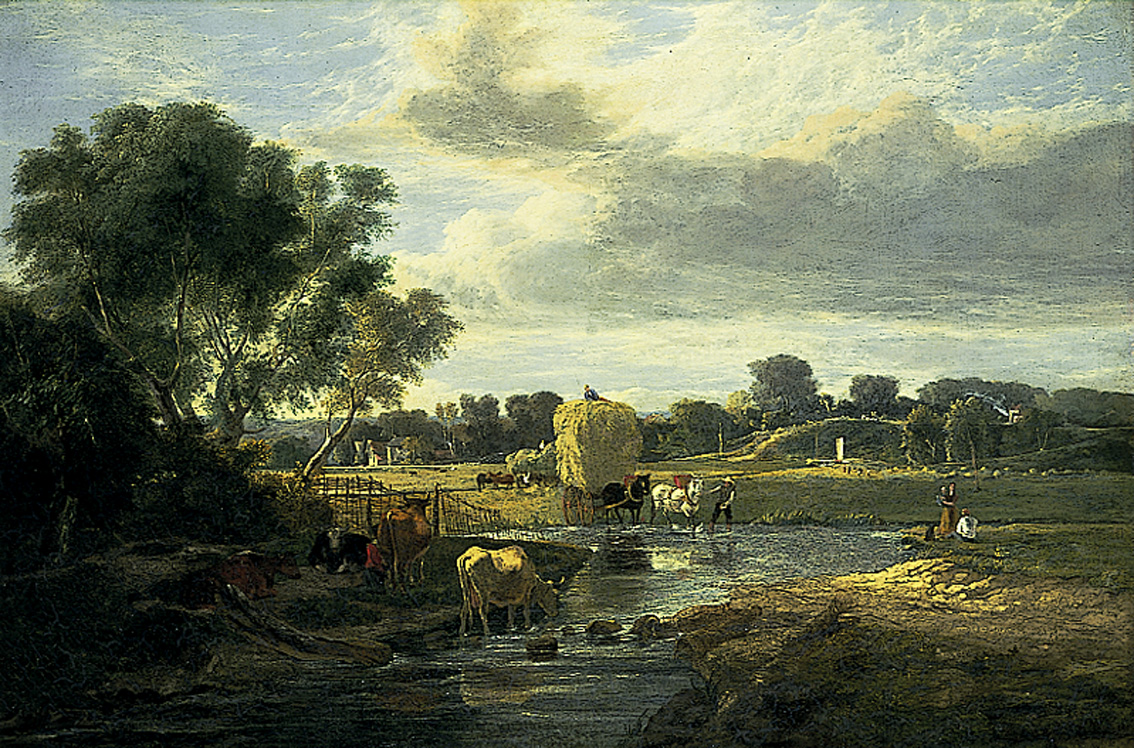
Trowse Meadows, near Norwich (بدون تاریخ)، مجموعه موزه‌های نورفولک.[note ۱]
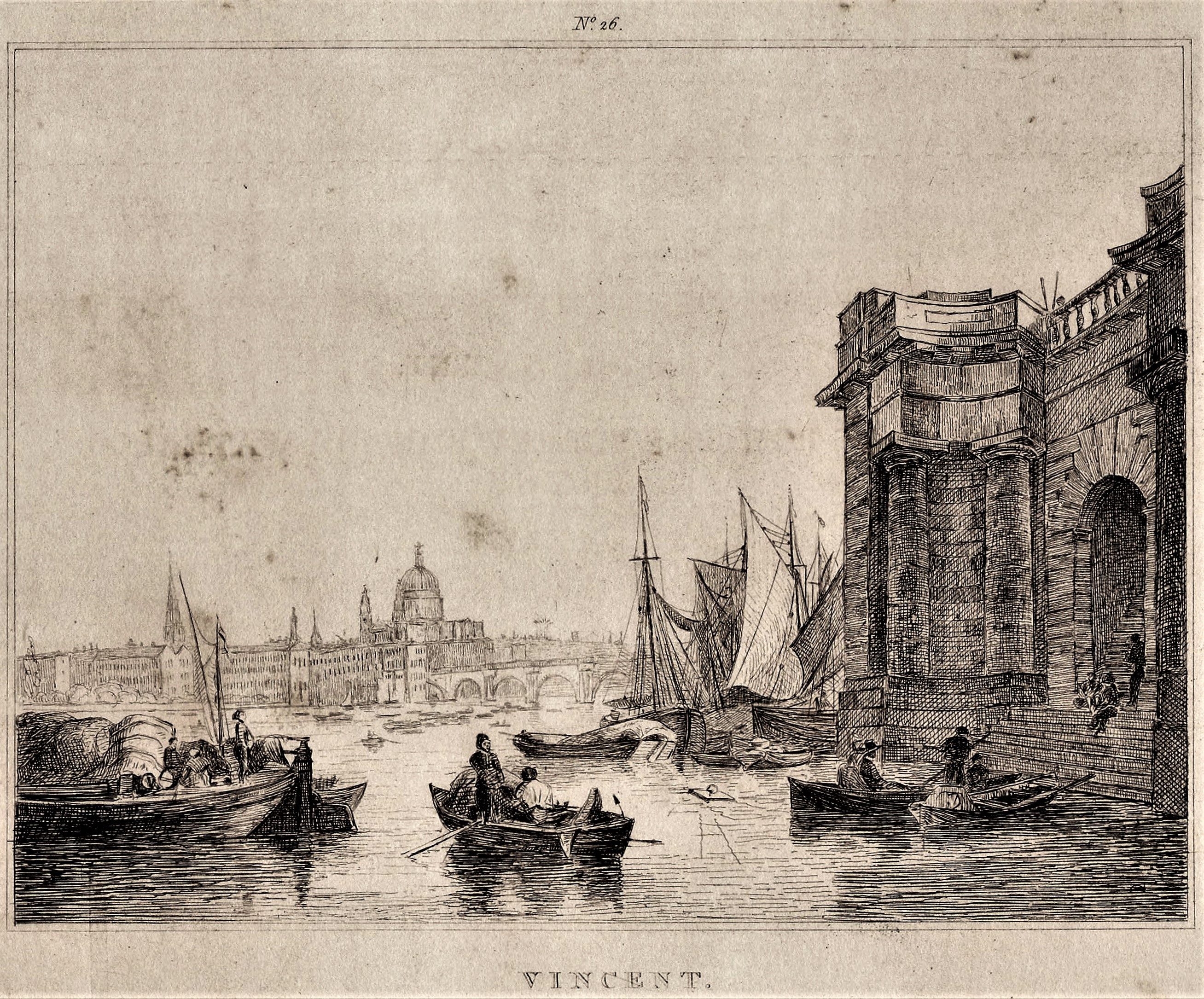
"لندن از سمت سوری پل واترلو" (۱۸۲۰) (حکاکی شده در سال ۱۸۲۵ توسط جان یانگ)
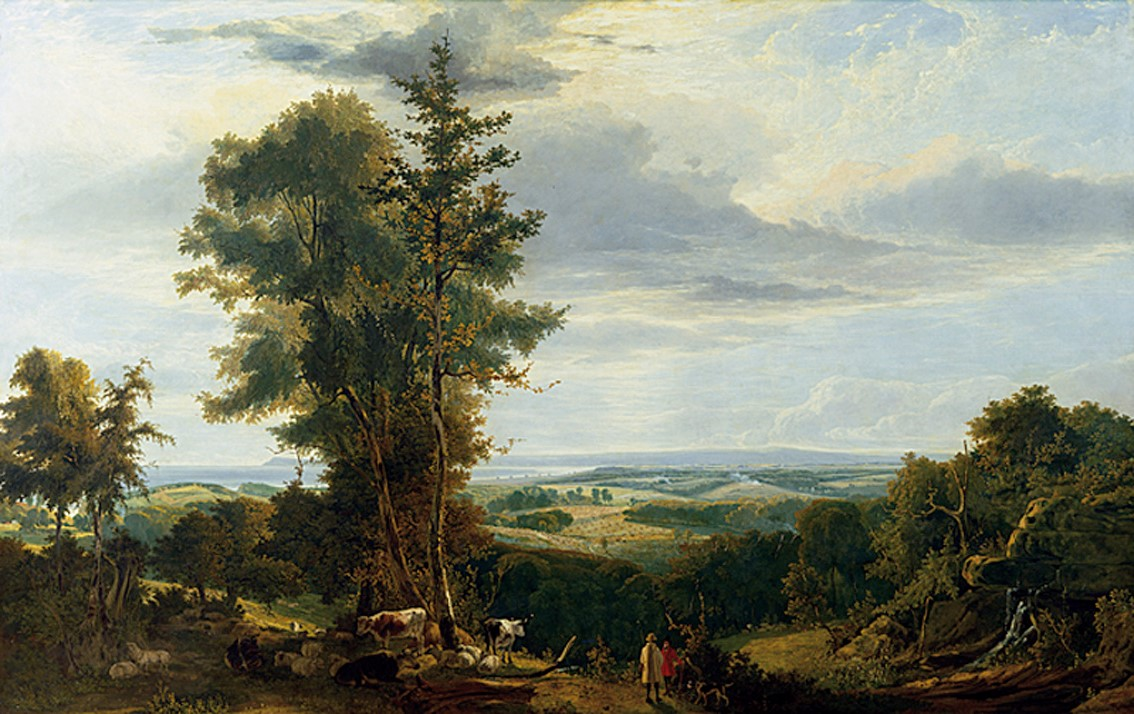
"منظره ای دور از خلیج Pevensey، محل فرود پادشاه ویلیام فاتح" (۱۸۲۰)، مجموعه موزه‌های نورفولک